# Тунау
Тунау (њем. Tunau) општина је у њемачкој савезној држави Баден-Виртемберг. Једно је од 35 општинских средишта округа Лерах. Према процјени из 2010. у општини је живјело 181 становника. Посједује регионалну шифру (AGS) 8336089.

## Географски и демографски подаци
Тунау се налази у савезној држави Баден-Виртемберг у округу Лерах. Општина се налази на надморској висини од 734 метра. Површина општине износи 4,0 km². У самом мјесту је, према процјени из 2010. године, живјело 181 становника. Просјечна густина становништва износи 45 становника/km².

## Међународна сарадња
| Мјесто | Држава    | Врста сарадње | Од    |
| ------ | --------- | ------------- | ----- |
|        | Француска | партнерство   | 1973. |
| Извор  |           |               |       |